# إديسون لوباو
إديسون لوباو (من مواليد 5 ديسمبر 1936) سياسي برازيلي. شغل منصب حاكم مارانهاو من 15 مارس 1991 إلى 2 أبريل 1994 ووزير المناجم والطاقة في الحكومة الوطنية تحت إدارة ديلما روسيف. كما أنه عضو في مجلس الشيوخ منذ عام 1987. وشغل منصب رئيس مجلس الشيوخ في عام 2001.